# Глубокое (Каменногорское городское поселение)
Глубокое (до 1948 года Сювялахти, Путкола, фин. Syvälahti, Putkola) — посёлок в Каменногорском городском поселении Выборгского района Ленинградской области.

## Название
В переводе с финского Сювялахти означает «Глубокий залив».
Зимой 1948 года деревня получила наименование Глубокая. Хотя в обосновании было указано: «по географическим условиям», в этом случае имел место частичный перевод с финского. Переименование в форме среднего рода было закреплено указом Президиума ВС РСФСР от 13 января 1949 года.

## История

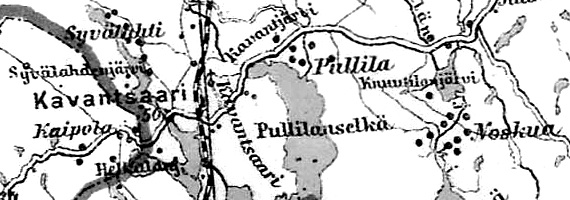
Деревня Сювялахти на финской карте 1923 года

До 1939 года деревня Сювялахти входила в состав волости Антреа Выборгской губернии Финляндской республики.
С 1 января 1940 года — в составе Карело-Финской ССР.
С 1 июля 1941 года по 31 мая 1944 года финская оккупация.
С 1 ноября 1944 года — в составе Ханнильского сельсовета Яскинского района.
С 1 января 1949 года учитывается административными данными, как деревня Глубокое в составе Липовского сельсовета Лесогорского района.
В 1958 году население деревни составляло 243 человека.
С 1 декабря 1960 года — в составе Выборгского района. 
По данным 1966 и 1973 годов посёлок Глубокое входил в состав Липовского сельсовета.
По данным 1990 года посёлок Глубокое входил в состав Возрожденского сельсовета.
В 1997 году в посёлке Глубокое Возрожденской волости проживали 46 человек, в 2002 году — 58 человек (русские — 95 %).
В 2007 году в посёлке Глубокое Каменногорского ГП проживали 44 человека, в 2010 году — 57 человек.

## География
Посёлок расположен в северной части района на автодороге 41К-440 (Возрождение — Михайловка).
Расстояние до административного центра поселения — 20 км. 
Расстояние до ближайшей железнодорожной станции Возрождение — 3 км. 
Посёлок находится на северном и восточном берегах озера Утиное.

## Демография
| 2007 | 2010 | 2017 | 2021 |
| ---- | ---- | ---- | ---- |
| 44   | ↗57  | ↘49  | ↗126 |

## Улицы
1-й Воробьёвый проезд, 1-й Крестьянский проезд, 1-й Луговой проезд, 2-й Воробьёвый проезд, 2-й Крестьянский проезд, 2-й Луговой проезд, 3-й Воробьёвый проезд, Береговая, Брусничный проезд, Васильковый переулок, Жемчужный проезд, Зелёная, Извилистая, Клубная, Комсомольская, Лазурный проезд, Ласточкин проезд, Лесная, Луговой проезд, Михайловский проезд, Молочный проезд, Озёрный проезд, Окольный проезд, Осиновый проезд, Песочный проезд, Петровский проезд, Пляжная, Полынная, Поперечный проезд, Прибрежная, Приозёрный проезд, Разведчиков, Солнечный проезд, Сосновый проезд, Травяной переулок, Утиная, Утиный проезд, Фермерский проезд, Ягодная.